# Bematista
En la antigua Grecia, los bematistas (antiguo griego: Βηματισταί, griego moderno: Βηματιστές. - de bema: (βῆμα, “paso”)) eran especialistas entrenados para medir distancias contando sus pasos.

## Medidas de los bematistas de Alejandro
Alejandro Magno llevaba consigo bematistas en sus campañas por Asia. Las medidas de las distancias recorridas por los ejércitos de Alejandro que ellos hacían tenían tal precisión que hasta se llegó a sugerir que usaban un odómetro, pese a que no se registran menciones de tal instrumento
.

La precisión global de las medidas del bematista es evidente. Las discrepancias de menor importancia pueden ser adecuadamente explicadas por cambios leves en las vías de las carreteras durante los últimos 2.300 años. La precisión de las mediciones implica que el bematista utiliza un sofisticado dispositivo mecánico para medir distancias, sin duda, un odómetro, como el descrito por Herón de Alejandría.

Donald W. Engels - "Alexander the Great and the Logistics …" (op.cit.)

La tabla siguiente muestra las distancias de las rutas medidas por dos de los bematistas de Alejandro: Diogneto y Betón. Las mismas fueron registradas en la Historia Natural de Plinio. También se muestra un grupo semejante de medidas dado por Estrabón siguiendo a Eratóstenes. La última columna indica la distancia real medida en la actualidad.
|                                       | Plinio 6.61-62 | Plinio 6.61-62     | Plinio 6.61-62 | Estrabón 11.8.9 | Estrabón 11.8.9 | Estrabón 11.8.9 | Distancia real                                    |
| Ruta                                  | Bematistas 1)  | Millas inglesas 2) | Desviación     | Estadios 3)     | Millas inglesas | Desviación      | Millas inglesas                                   |
| Puertas Caspias (norte) - Hecatómpilo | 4)             |                    |                | 1960            | 225             | 0.8%            | 227 Camino principal                              |
| Puertas Caspias (sur) - Hecatómpilo   | 133            | 122                | 2.4%           |                 |                 |                 | 125 Camino principal                              |
| Hecatómpilo – Alejandría de los Arios | 575            | 529                | 0.4%           | 4530            | 521             | 1.9%            | 531 Ruta de la Seda                               |
| Alejandría de los Arios – Proftasia   | 199            | 183                | 3.2%           | 1600            | 184             | 2.6%            | 189 Herat - Juwain                                |
| Proftasia – Aracotos                  | 565            | 520                | 1%             | 4120            | 474             | 9.7%            | 525 Juwain – Kelat-i-Ghilzai                      |
| Aracotos – Ortóspana                  | 250            | 230                | 0.4%           | 2000            | 230             | 0.4%            | 231 Camino principal Kelat-i-Ghilzai – Kabul      |
| Ortóspana – Alejandría del Cáucaso    | 50             | 46                 | 2.1%           |                 |                 |                 | 47 Kabul – Begram                                 |
| Alejandría del Cáucaso - Peucolatis   | 237            | 218                | 3.2%           |                 |                 |                 | 211 Begram – Charsada                             |
| Peucolatis - Taxila                   | 60             | 55                 | 20%            |                 |                 |                 | 69 Charsada – Taxila                              |
| Taxila – Río Hidaspes                 | 120            | 110                | 4.8%           |                 |                 |                 | 105 Ruta de Aurel Stein                           |
| Alejandría Aria – Bactra (Zariaspa)5) |                |                    |                | 3870            | 445             | 1.6%            | 438 via Kala Nau, Bala Murghab, Maimana y Andkhui |
| Promedio                              |                |                    | 4.2%           |                 |                 | 2.8%            |                                                   |
| Media                                 |                |                    | 2.8%           |                 |                 | 1.9%            |                                                   |

Notas:.

1) Las distancias están registradas por los autores en la medida: "1 mille passus" = 1618.5 yardas = 1480 metros. La definición moderna de la milla internacional se remonta a su uso por las fuerzas romanas, para el cálculo de cuanto había viajado un soldado a pie. Se define literalmente como “mil pasos”  donde 1 paso son en realidad 2 pasos - pues es más fácil (y más breve) contar al apoyar siempre el mismo pie (cada paso alrededor de 75 cm).

2)  La milla internacional (5.280 pies = 1609,34 m) es algo más larga que la milla romana original (4.854 pies = 1479,50 m). Como con la milla, la definición del “pie” ha cambiado muchas veces.
3) 1 estadio ático =  606’10’’ = 184,96 metros. Es 1/8 de milla romana (Plinio NH 2.85). Las fuentes de Eratóstenes y Estrabón, regularme3nte usan el estadio ático.  

4) No existen datos. 

5) La Ruta no ha sido registrada como seguida por el propio Alejandro.
Dejando de lado las diferencias considerables (20% en Plinio y 9,7% en Estrabón), el desvío promedio del resto de las mediciones de los bematistas sería de 1.9% en Plinio y 1.5% con Estrabón sobre un total de 1958 y 1605 millas respectivamente.
La longitud del estadio griego es de 600 pies. La longitud del pie, no obstante, varía de una región a otra, pero en el estadio de Atenas la distancia entre las líneas de partida y llegada era de 606' 10", basada en un pie de 308,3 mm.

## Bematistas en el Imperio Romano
En su Historia Natural, Plinio el Viejo menciona a los bematistas, haciéndose uso de estos medidores en la Hispania del Imperio Romano, donde ejerció cargos administrativos y financieros, realizando estudios e investigaciones en fenómenos geográficos, entre otros.
Entre los bematistas que menciona destacan:
- Amintas
- Betón
- Diogneto
- Filónides de Quersoneso[5]